# ミクリン公
ミクリン公（ロシア語: Князь Микулинский）はミクリン公国の君主の称号である（「公」はクニャージからの訳出による）。君主号・公国の名は、その首都だったミクリン（現ロシア・モスクワ州ミクリノ）による。

## ミクリン公の一覧
括弧内は在位年
- ミハイル・アレクサンドロヴィチ（1339年 - 1399年）
- フョードル・ミハイロヴィチ（1399年 - 1406年以降）
- アレクサンドル・フョードロヴィチ（1412年 - 1435年）
- フョードル・フョードロヴィチ（1412年 - ?）
- ボリス・アレクサンドロヴィチ（1425年 - 1447年）
- アンドレイ・ボリソヴィチ（1447年 - 1485年）